# 말라와흐 (소말리아 음식)
말라와흐(소말리어: malawax)는 소말리아에서 먹는 얇은 팬케이크이다. 밀가루, 달걀, 우유, 소금, 설탕, 버터 등을 넣은 반죽물을 크레프처럼 얇게 부쳐 낸다.

## 이름
이름은 예멘에서 납작빵을 일컫는 말인 "물라와흐(ملوح)"에서 유래했다. 이스라엘의 예멘 유대인식 말라와흐와 어원이 같다.

## 같이 보기
- 사바야드
- 안제러
- 라허흐
- 물라와흐